# Universo (Tupã)
Universo é um distrito do município brasileiro de Tupã, no interior do estado de São Paulo.

## História

### Origem
O povoado que deu origem ao distrito se desenvolveu ao redor da estação ferroviária Universo, inaugurada pela Companhia Paulista de Estradas de Ferro em 01/04/1949.

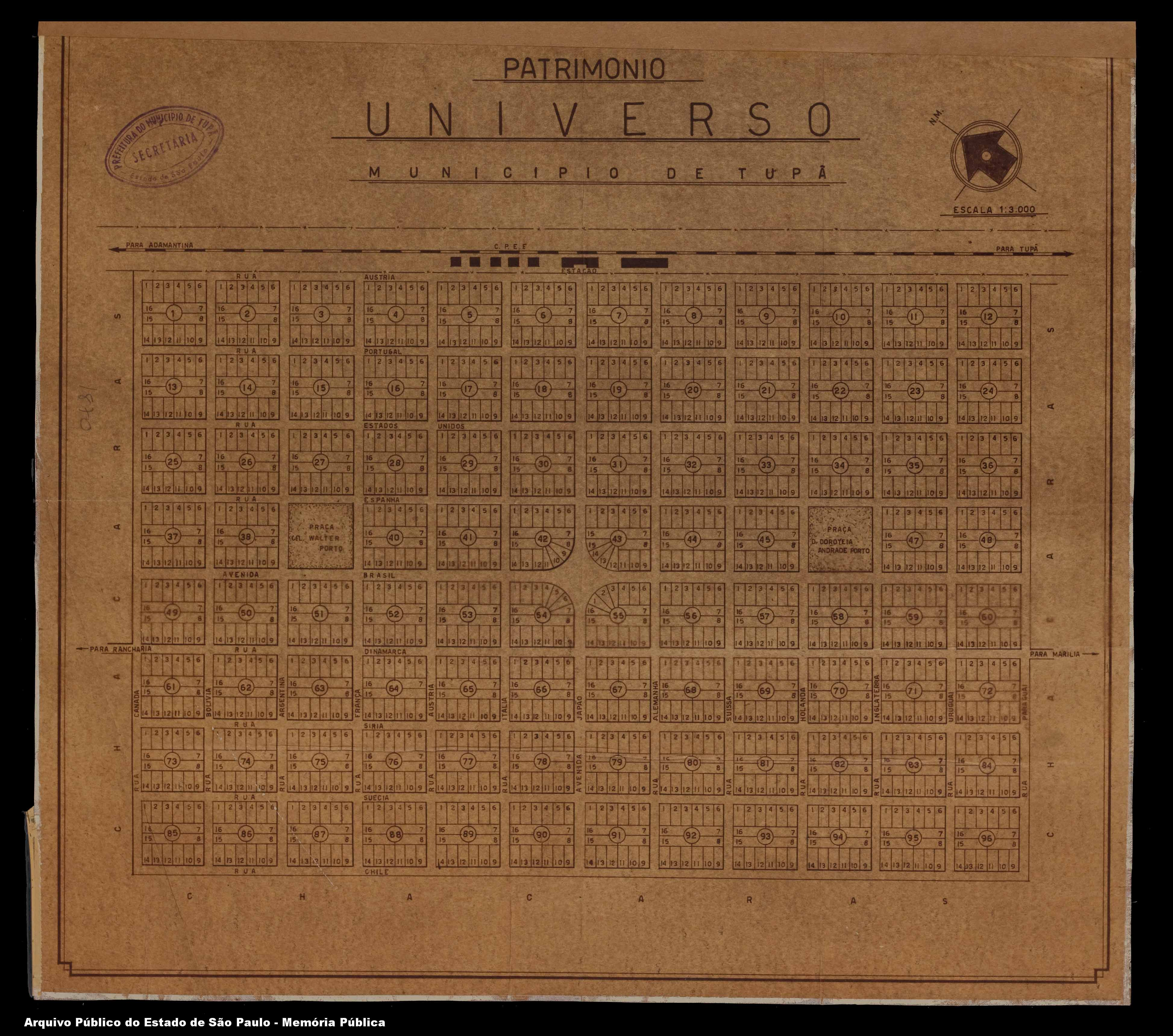
Planta da área urbana original.

### Formação administrativa
- Decreto nº 26.891 de 28/11/1956 - Cria a 2.ª subdelegacia de polícia do distrito e município de Tupã, com sede na localidade conhecida por Universo[4].
- Distrito criado pela Lei n° 5.285 de 18/02/1959, com sede no povoado de igual nome e com território desmembrado do distrito da sede do município de Tupã e do distrito de Iacri do município de igual nome[5][6].

## Geografia

### Localização
O distrito está localizado à 8 km da Estância Turística de Tupã.

### Demografia

#### População urbana
| Crescimento população urbana | Crescimento população urbana | Crescimento população urbana | Crescimento população urbana |
| Censo                        | Pop.                         |                              | %±                           |
| ---------------------------- | ---------------------------- | ---------------------------- | ---------------------------- |
| 1960                         | 287                          |                              | —                            |
| 1970                         | 206                          |                              | −28,2%                       |
| 1980                         | 247                          |                              | 19,9%                        |
| 1991                         | 409                          |                              | 65,6%                        |
| 2000                         | 511                          |                              | 24,9%                        |
| 2010                         | 578                          |                              | 13,1%                        |
| Fonte: IBGE e Fundação SEADE |                              |                              |                              |

#### População total
Pelo Censo 2010 (IBGE) a população total do distrito era de 990 habitantes.

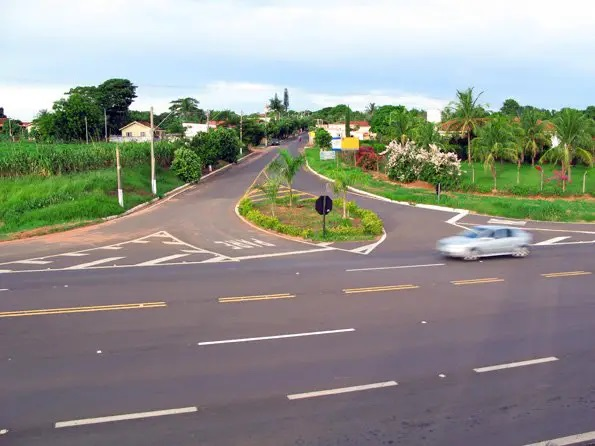
Entrada do distrito.

### Área territorial
A área territorial do distrito é de 159,861 km².

### Rodovias
O principal acesso ao distrito é a Rodovia Comandante João Ribeiro de Barros (SP-294).

### Ferrovias
Linha Tronco Oeste (Companhia Paulista de Estradas de Ferro), estando a ferrovia atualmente desativada sob concessão da Rumo Malha Paulista.

## Serviços públicos

### Registro civil
Atualmente é feito na sede do município, pois o Cartório de Registro Civil das Pessoas Naturais do distrito foi extinto pela Resolução nº 2 de 15/12/1976 do Tribunal de Justiça do Estado de São Paulo, e seu acervo foi recolhido ao cartório do distrito sede.

### Saneamento
O serviço de abastecimento de água é feito pela Companhia de Saneamento Básico do Estado de São Paulo (SABESP).
- Sistema de abastecimento: Universo
- Processo de tratamento: Desinfecção e Fluoretação
- Manancial: Poço P-1
- Local(is) abastecido(s): Universo

### Energia
A responsável pelo abastecimento de energia elétrica é a Energisa Sul-Sudeste, antiga Vale Paranapanema (distribuidora do grupo Rede Energia).

## Religião
O Cristianismo se faz presente no distrito da seguinte forma:

### Igreja Católica
- A igreja faz parte da Diocese de Marília[18].

### Igrejas Evangélicas
- Congregação Cristã no Brasil[19].